# Командування резерву армії США
Командування резерву армії США (англ. United States Army Reserve Command, USARC) — орган військового управління, одне з командувань сухопутних військ США, яке безпосереднє керує всіма формуваннями резерву армії Сполучених Штатів, відповідає та контролює процеси укомплектування підрозділів резерву, навчання особового складу, управління і розгортання. Приблизно 205 000 осіб входять до формувань армійського резерву, які напряму підпорядковуються Командуванню резерву. Основні підпорядковані структури, які підпорядковуються безпосередньо USARC, складаються з оперативних команд, функціональних команд, команд підтримки та команд підготовки. У свою чергу, USARC підпорядковується Командуванню сил армії США (FORSCOM), обидва органи управління дислокуються в одному місці у Форт-Брегг, Північна Кароліна.

## Призначення
Командування резерву армії США призначено для формування мобілізаційного резерву шляхом навчання особового складу і підготовки підрозділів в разі їхнього розгортання на підтримку цілей національної військової стратегії. USARC несе відповідальність за всі оперативні завдання, пов'язані з навчанням, оснащенням, управлінням, підтримкою, мобілізацією та утриманням солдатів, що перебувають під їхнім командуванням. USARC має понад 20 структурних підрозділів (елементів), кожен з яких виконує окрему місію та функцію, яка сприяє виконанню головної місії Командування резерву.
Оперативні відділи, які відповідають за особовий склад, матеріально-технічне забезпечення (логістику), управління операціями, тренування та навчання, а також управління ресурсами, відповідають за щоденну роботу, пов'язану з управлінням, навчанням і оснащенням солдатів і підрозділів армійського резерву на території континентальної частини США.
Спеціальні відділи забезпечують технічну підтримку та процеси керівництва Командуванню резерву та підрозділам армійського резерву по всій країні. Ці структурні підрозділи забезпечують зокрема зв'язки з громадськістю, безпеку та служби обслуговування.
До керівного складу Командування резерву входять командувач, заступник командувача, начальник штабу та сержант-майор Командування.